# Máy tính gia đình

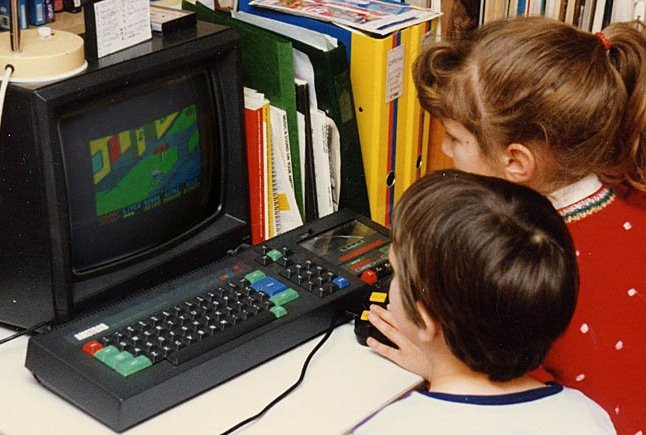
Trẻ em chơi Paperboy trên CPC Amstrad 464 vào năm 1988

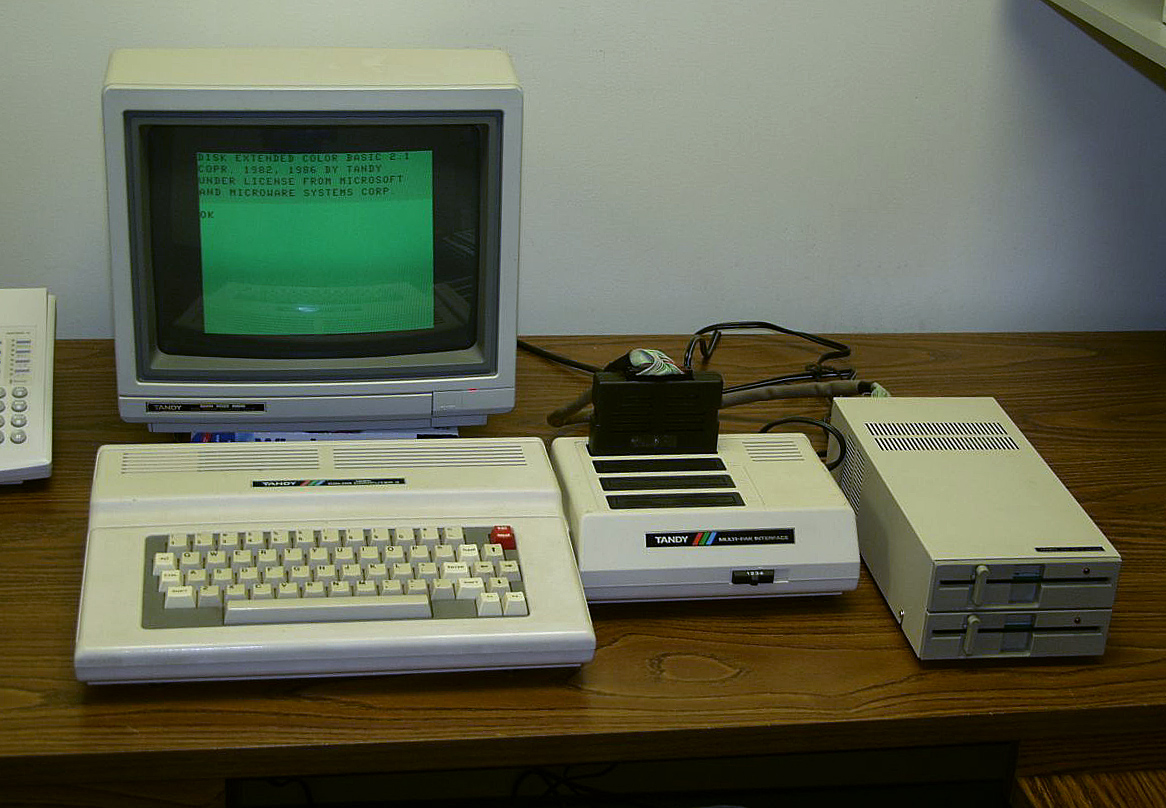
Hầu hết các máy tính gia đình, như Máy tính màu Tandy 3 này, bao gồm một phiên bản của ngôn ngữ lập trình BASIC. Bản chất đôi khi ngổn ngang của một hệ thống máy tính gia đình được trang bị tốt là rõ ràng ở đây.

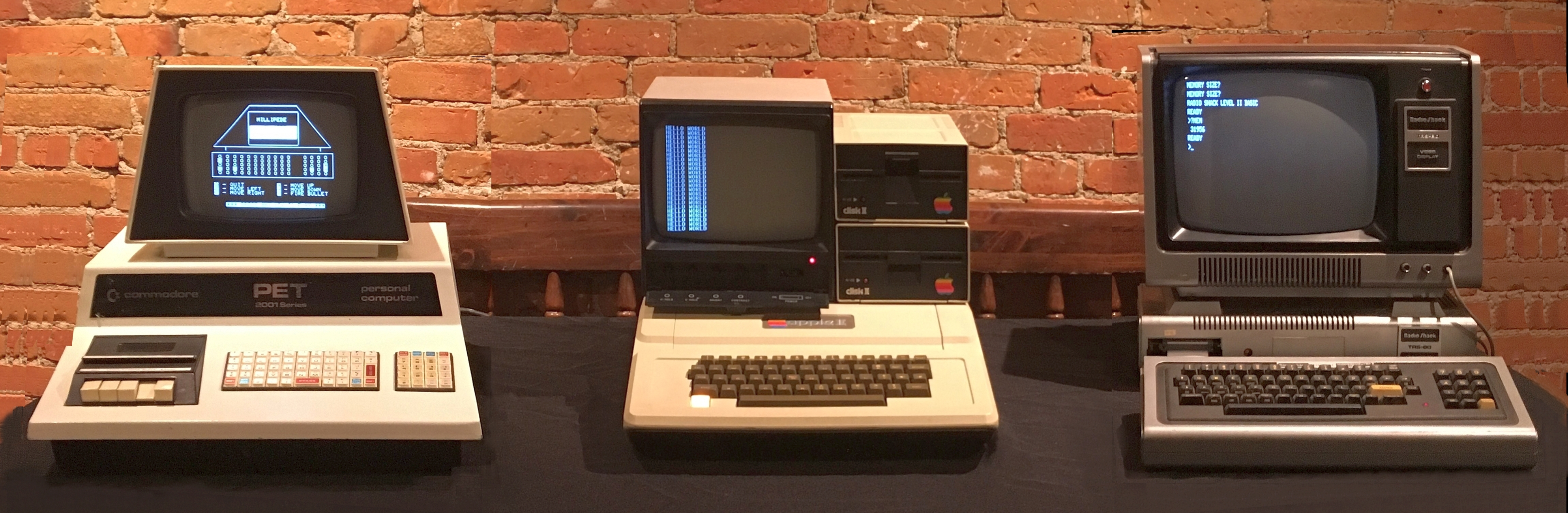
Ba máy tính Tạp chí Byte được gọi là "1977 Trinity": TRS-80 Model I, Apple II và Commodore PET 2001-8.

Máy tính gia đình là một loại máy vi tính gia nhập thị trường vào năm 1977, bắt đầu với cái mà Tạp chí Byte gọi là "bộ ba năm 1977", (Apple II, TRS-80 Model I và Commodore PET) và đã trở nên phổ biến trong thời gian những năm 1980 Chúng được bán cho người tiêu dùng dưới dạng máy tính giá cả phải chăng và có thể truy cập, lần đầu tiên, được dành cho việc sử dụng của một người dùng phi kỹ thuật. Những máy tính này là một phân khúc thị trường riêng biệt thường có giá thấp hơn nhiều so với các máy tính định hướng kinh doanh, khoa học hoặc kỹ thuật thời bấy giờ như PC của IBM, và thường kém mạnh về bộ nhớ và khả năng mở rộng. Tuy nhiên, một máy tính gia đình thường có đồ họa và âm thanh tốt hơn so với máy tính kinh doanh đương đại. Công dụng phổ biến nhất của họ là chơi trò chơi điện tử, nhưng chúng cũng thường được sử dụng để xử lý văn bản, làm bài tập về nhà và lập trình.
Máy tính gia đình thường không phải là bộ dụng cụ điện tử; máy tính gia đình đã được bán đã được sản xuất trong vỏ kim loại hoặc nhựa thời trang. Tuy nhiên, có những bộ dụng cụ thương mại như Sinclair ZX80, là máy tính gia đình và máy tính lắp ráp tại gia đình vì người mua có thể lắp ráp từ một bộ thiết bị rời.
Quảng cáo trên báo chí phổ biến cho các máy tính gia đình đầu tiên là đầy rẫy với những khả năng sử dụng thực tế tại nhà, từ lập danh mục công thức đến tài chính cá nhân đến tự động hóa gia đình, nhưng những khả năng này hiếm khi được cụ thể hóa trong thực tế. Ví dụ, sử dụng máy tính gia đình điển hình của thập niên 1980 làm thiết bị tự động hóa gia đình sẽ yêu cầu máy tính phải được bật nguồn mọi lúc và dành riêng cho nhiệm vụ này. Tài chính cá nhân và cơ sở dữ liệu yêu cầu người dùng phải nhập dữ liệu một cách tẻ nhạt.
Ngược lại, quảng cáo trên báo chí máy tính đặc biệt thường được liệt kê với các thông số kỹ thuật đơn giản. Nếu không có phần mềm đóng gói nào có sẵn cho một ứng dụng cụ thể, người dùng máy tính gia đình có thể lập trình một phần mềm, với điều kiện họ đã đầu tư hàng giờ cần thiết để học lập trình máy tính, cũng như các đặc điểm riêng của hệ thống. Vì hầu hết các hệ thống được cung cấp với ngôn ngữ lập trình BASIC có trong ROM hệ thống, người dùng dễ dàng bắt đầu tạo các ứng dụng đơn giản của riêng mình. Nhiều người dùng thấy lập trình là một trải nghiệm thú vị và bổ ích, và là lời giới thiệu tuyệt vời về thế giới công nghệ số.
Ranh giới giữa các phân khúc thị trường máy tính 'doanh nghiệp' và 'gia đình' bị mờ hoặc biến mất hoàn toàn sau khi các máy tính đồng bộ IBM PC được sử dụng phổ biến tại nhà, vì hiện tại cả hai loại máy tính thường sử dụng cùng kiến trúc bộ xử lý, thiết bị ngoại vi, hệ điều hành và ứng dụng. Thường thì sự khác biệt duy nhất có thể là cửa hàng bán hàng bán chúng. Một thay đổi khác từ thời đại máy tính gia đình là nỗ lực từng được sử dụng để viết các chương trình phần mềm của riêng mình gần như đã biến mất khỏi việc sử dụng máy tính tại nhà.

## Nhiễu tần số vô tuyến
Sau khi làn sóng máy chơi game và máy tính đầu tiên đổ bộ vào nhà của Mỹ, Ủy ban Truyền thông Liên bang Hoa Kỳ (FCC) bắt đầu nhận được khiếu nại về nhiễu điện từ đối với việc thu sóng truyền hình. Đến năm 1979, FCC yêu cầu các nhà sản xuất máy tính gia đình nộp mẫu để kiểm tra nhiễu tần số vô tuyến. Nó đã được tìm thấy rằng máy tính gia đình "thế hệ đầu tiên" phát ra quá nhiều tiếng ồn tần số vô tuyến cho sử dụng trong gia đình. Các Atari 400 và 800 được thiết kế với RF nặng che chắn để đáp ứng các yêu cầu mới. Từ năm 1980 đến năm 1982, các quy định quản lý việc phát RF từ các máy tính gia đình đã được áp dụng. Một số công ty đã yêu cầu FCC từ bỏ các yêu cầu đối với máy tính gia đình, trong khi những công ty khác (có thiết kế tuân thủ) phản đối việc từ bỏ. Cuối cùng, các kỹ thuật để triệt tiêu nhiễu đã trở thành tiêu chuẩn.